# Joachim Sutton
Joachim Sutton (født 15. maj 1995 i Roskilde) er en dansk roer. Han vandt sammen med Frederic Vystavel bronze ved sommer-OL 2020 i toer uden styrmand. Han stiller op for Roskilde Roklub.

## Karriere
Sutton begyndte at ro, da han var 14-15 år efter tidligere blandt andet at have spillet håndbold. Han mødte Vystavel i 2018, da de hver især gik på universiteter i USA. Sutton gik på Berkeley, hvor han studerede antropologi, mens Vystavel gik på Princeton.
Med en britisk far blev Sutton tilbudt at ro for det britiske landshold, men valgte det danske. Som ung roede han blandt andet dobbeltfirer, firer uden styrmand og toer uden styrmand (med en anden makker) uden større succes, men da han i 2020 kom til at ro sammen med Vystavel i toer uden styrmand, gik det snart bedre. De blev nummer seks ved EM samme år og nummer otte ved EM i 2021. Ved OL-kvalifikationsstævnet i Luzern i maj samme år blev de nummer to, hvilket var nok til at komme med til OL 2020 (afholdt i 2021).
Ved OL indledte Vystavel og Sutton med at blive nummer to i indledende heat, hvorpå de også blev nummer to i semifinalen. I finalen var de to kroatiske brødre Martin og Valent Sinković, der havde besejret danskerne i indledende heat, suveræne og vandt guld, mens Marius Cozmiuc og Ciprian Tudosă, som besejrede danskerne i semifinalen, vandt sølv, men danskerne holdt akkurat den canadiske båd bag sig og vandt bronze.